# 瓦克斯分类
在字体排印中，瓦克斯分类（英語：Vox-ATypI classification）使得将字体划分为一般类别成为可能。由马克西米连·瓦克斯于1954年设计，于1962年由国际文字设计协会（ATypI）采用，并于1967年作为英国标准采用，作为英国标准的字体分类（BS 2961:1967），这是对早期瓦克斯分类的一个非常基本的解释和修改。
瓦克斯提出了一种九种类型的分类，它倾向于根据它们的主要特征（通常是特定世纪的典型特征），基于一些字型上的正式标准：向下笔画和向上笔画、衬线形式，笔锋的轴线、x字高等对字体进行分类。  尽管瓦克斯分类法定义了字体的类别，但是许多字体不仅仅属于一种分类当中。
在2010年ATypI大会上，该协会投票做了一个小修改，将凯尔特体添加到瓦克斯分类中的书法组，声明Vox-ATypI系统存在严重缺陷，并建立了一个新的字体分类工作组。

## 古典风格字体（Classicals）
古典风格字体被分为了人文主义体（Humanist），加拉德体（Garalde）和过渡体（Transitional），他们的特征是有着三角形的衬线、倾斜的轴线和较低的笔画粗细对比。在其他字体分类系统中，这个集合也被称为“古风体（Oldstyle）”。

### 人文主义体（Humanist）

Centaur，一种人文主义字体

人文主义体是15世纪威尼斯印刷商（如尼古拉斯·詹森）创建的第一个罗马字体，因此这个字体也叫威尼斯字体。这些字体试图模仿当时人文（文艺复兴）手稿中的正式手写。这些字体与中世纪的gothics相反，其特点是短而粗的弯衬线（支架衬线），小写的e上的倾斜交叉笔画，带有倾斜衬线的升部，以及水平和垂直笔画之间的低对比度。这些字体的设计灵感尤其来自于神圣罗马帝国统治时期查理曼大帝推行的卡洛林小写字体。
人文主义体的例子包括Centaur和Cloister。

### 加拉德体（Garalde）

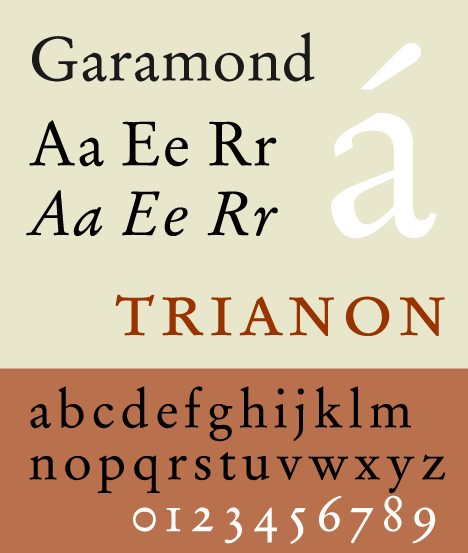
Garamond，一种加拉德字体

这种类型也称作Aldine，Garalde这个名字是由Claude Garamond和Aldus Manutius两位设计师的名字组合而来的。一般来说，加拉德体比人文主义体的比例更好，并且向下和向上笔画之间的对比度更强。加拉德体的字重沿一个斜轴分布。在法国，在国王弗朗西斯一世的统治下，加拉德体是官方确定语法和正字法的工具。
加拉德体的例子包括Bembo和Garamond。

### 过渡体（Transitional）

Bulmer，一种过渡体

过渡体（或者现实主义体）是传统时期的典型字体，尤其体现了启蒙运动的理性精神。主要笔画与连笔画之间的对比度甚至比前两组更明显，字重则是按准垂直轴分布的。现实主义体是路易十四希望发明新的印刷形式的结果，一方面是为了找到Garamond的继承者，另一方面是为了与欧洲的不同印刷商竞争质量。现实主义这个词与艺术运动的现实主义无关，它源于西班牙语中的“皇室”，因为Christophe Plantin为西班牙国王菲利普二世制作了一个字体。
现实主义字体的例子包括Baskerville，Times Roman和其他传统字体的当代重新设计。

## 现代风格字体（Moderns）
现代风格字体可以分为迪多尼字体（Didone），机械风格字体（Mechanistic）和线体（Lineals），其特点是简单、实用的感觉，在19世纪末和20世纪初的工业时期获得了动力。

### 迪多尼体（Didone）

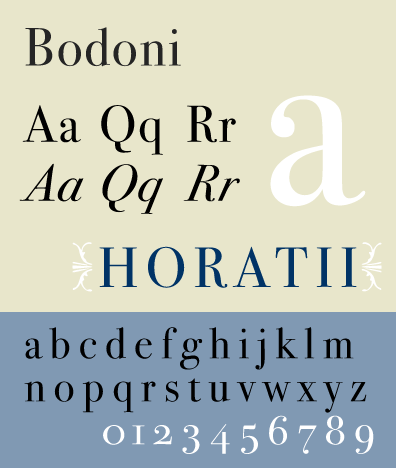
Bodoni，一种迪多尼字体

迪多尼体或现代体的名字来自铸字师Didot和Bodoni。这些字体可以追溯到18世纪末和19世纪初，它们在完整笔画和连接笔画之间形成了非常强烈的对比（连接笔画非常精细），字符的垂直度以及它们直衬线（unbracketed）、发丝衬线（hairline）。它们对应于Thibaudeau分类的Didot。尤其是迪多尼体，使得第一法国帝国可以使用与旧制度国王使用截然不同的字体。
迪多尼体的例子包括Bodoni和Walbaum。

### 机械风格体（Mechanistic）

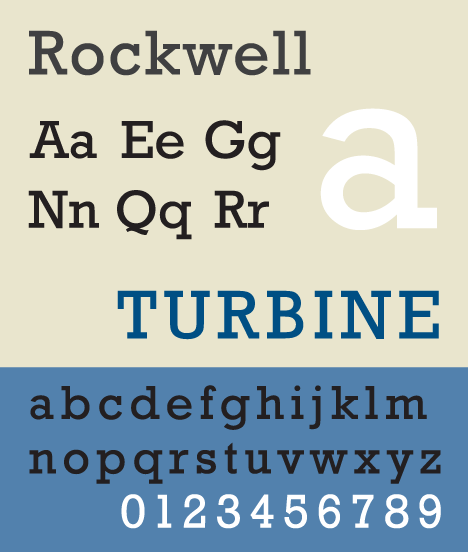
Rockwell，一种机械风格字体

机械风格体也叫粗衬线体，这类字体的名字让人联想到这些字体的机械特征，这些字体与19世纪初的工业革命不谋而合。这些字体的主要特点是非常低的对比度和矩形板状衬线。这类字体对应于Thibaudeau分类的埃及体 。此类别包括带有弯衬线的字体（clarendons或ionics）和带直衬线的字体（egyptians ）。
机械风格体的例子包括Clarendon、Egyptienne、Ionic No. 5和Rockwell。

### 线体（Lineals）
线体是所有没有衬线的字体类别统称（又名无衬线体、黑体），所有这些字体都对应于Thibaudeau分类的Antiques。1967年的英国标准扩展了这个类别，把它分成了四个子类别：格洛特斯克体（Grotesque）、新格洛特斯克体（Neo-grotesque）、几何体（Geometric）和人文主义体（Humanist）。

#### 格洛特斯克体（Grotesque）

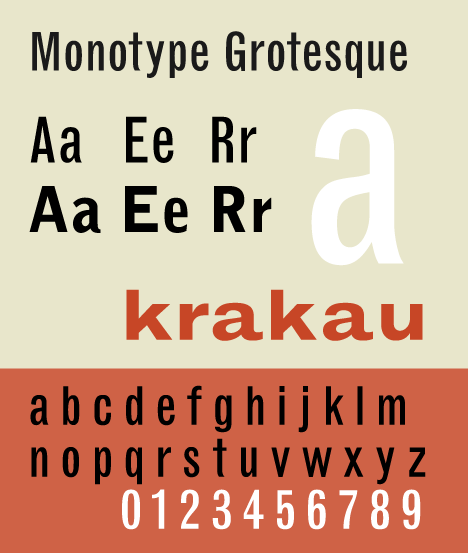
Monotype Grotesque，一种Grotesque线体

格洛特斯克体是无衬线字体，起源于十九世纪。粗笔画和细笔画之间有一定程度的对比。曲线的末端通常是水平的，并且字体经常有一个带字刺的“G”和带卷曲字腿的“R”。
格洛特斯克体的例子包括Headline、Monotype 215和Grot no.6。

#### 新格洛特斯克体（Neo-grotesque）

Univers，一种neo-grotesque线体

新格洛特斯克体来源于早期的格洛特斯克体，但一般笔画对比较小，设计较规则。与格洛特斯克体不同的是，它们通常没有带字刺的“G”，而且曲线的末端通常是倾斜的。 为了适应不同的生产方式（热型、铸造类型、照相排版），许多Neo-grotesque字体和grotesque字体比起来更加地精致，宽度和字重的也变化很大。 “现实主义无衬线体”是Neo-grotesque的常见同义词。
新格洛特斯克体的例子包括Helvetica和Univers。

#### 几何体（Geometric）

Futura，一种几何线体

几何体是由简单的几何形状、圆形或矩形构成的无衬线字体。同样的曲线和直线经常在整个字母中重复出现，使得字母之间的差异很小。
几何体的例子包括Eurostile和Futura。

#### 人文主义体（Humanist）

Gill Sans，一种人文主义线体

人文主义字体不是源自19世纪的grotesque体，而是与早期的古典手写的巨大罗马大写字母以及与卡洛林手稿相似的小写形式。请注意，术语“人文主义体”在这里与线体结合使用，以创建一个子类别，这些字体与人文主义衬线类别只是稍微有点类似。
人文主义线体的例子包括Gill Sans和Optima。

## 书法体（Calligraphics）
书法可以分为雕刻体（Glyphic）、草体（Script）、图形字体（Graphic）、哥特体（Blackletter）和凯尔特体（Gaelic），其特点是暗示由手工制作而成。

### 雕刻体（Glyphic）

Trajan，一种雕刻字体

雕刻体是人们在石头或金属上雕刻或凿字的一种字体，与书法笔迹相对。因此，它们有小的三角形衬线或逐渐尖锐的向下笔画。在雕刻体中，大写字母通常更为重要，有些字体不包含小写字母。
雕刻体的例子包括Albertus、Copperplate Gothic和Trajan。

### 草体（Script）

Mistral，一种草体

草体让人联想到草书的书法正式字样。它们看着像是用羽毛笔写成的，并且有很强的斜度。这些字母通常可以相互连接。模仿铜版体/0}的字体构成了这个家族的一部分。不同于斜体字。
草体的例子包括Shelley、Mistral和Francesca。

### 图形字体（Graphic）

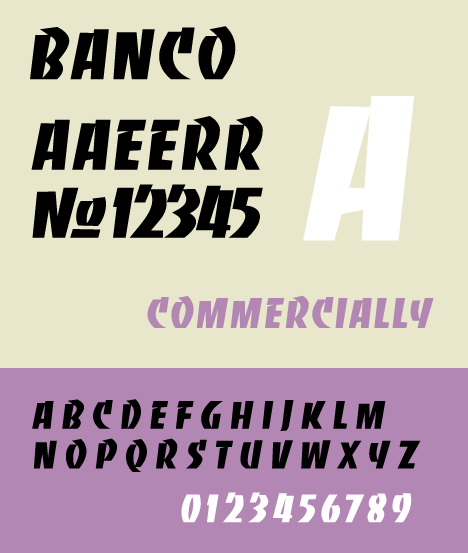
Banco，一种图形字体

图形字体是基于手绘原稿，用毛笔、钢笔、铅笔或其他书写工具慢慢书写而成。这些字体通常不代表书写，也不是用于正文，而是用于显示或标题。 瓦克斯最初在此分类中包括了哥特体和安色尔体。 
图形字体的例子包括Banco和Klang。

### 哥特体（Blackletter）

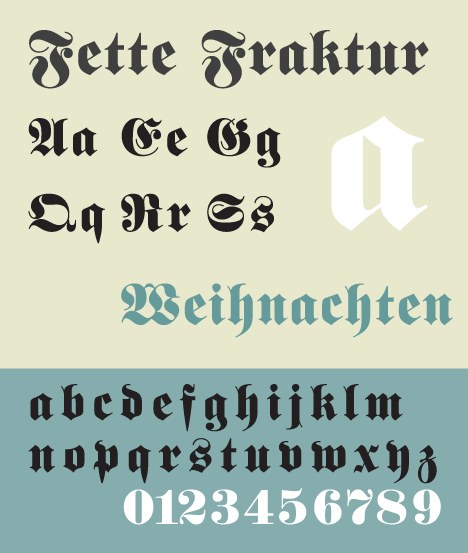
Fette Fraktur，一种哥特体

最初的瓦克斯分类包含了以上9个类别。ATypI增加了两个分类，哥特体和非拉丁字体。瓦克斯把哥特体包含在了图形字体中，这类字体的字母有拥有尖角和棱角分明的形式，并模仿中世纪晚期用宽笔尖钢笔书写的手写体。
哥特体的一个例子是Fraktur。

### 盖尔体（Gaelic）

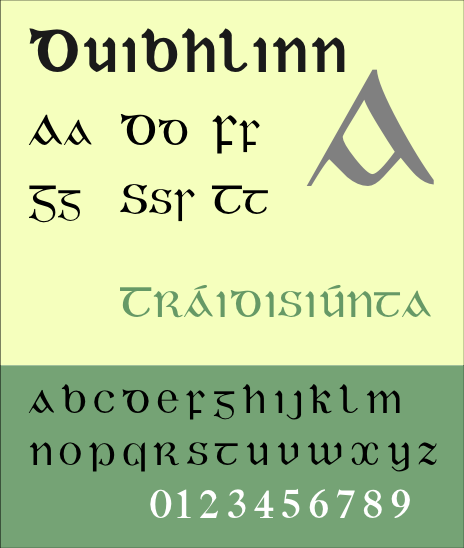
Duibhlinn，一种盖尔字体

2010年9月12日，在ATypI都柏林会议的年度股东大会上，盖尔体被加入了分类系统。

## 非拉丁语字体（Non-Latin）
这个与其他不同的字体家族，没有涵盖在最初的9个瓦克斯分类中，它不分风格地收集所有不是基于拉丁字母的字体：希腊语、西里尔语、希伯来语、阿拉伯语、汉语 、朝鲜语等。英语印刷者传统上称之为异国字体（exotics ）。

## 批评
凯瑟琳·迪克森（Catherine Dixon）在2002年的一篇论文中，批评瓦克斯和英国标准两个分类系统比起源自20世纪早期设计文化的显示字体来说，更加偏爱罗马字体。迪克森举例指出，这些分类系统“把‘人文主义’字体与‘加拉德’字体形式上区分开来，但其实它们在形式上的差异非常微小，而且这种区别仅适用于极少数字体。但是大量的粗衬线字体，clarendon或ionic（即弯形粗衬线）和egyptian （方形末端，直形粗衬线）简单地划分在了一起。”迪克森认为人们普遍关注的罗马字体已经过时，他说：“印刷字体与用于显示器显示的字体之间的区别现在越来越无关紧要了，随着无衬线和粗衬线字体设计越来越细腻，这类字体在书籍印刷中已得到更广泛应用。”迪克森的结论是，这些系统自1967年以来就一直保持不变，因此许多当代字体使这些系统出现了不足。
Miguel Catopodis在ATypI论坛上提出，需要上传完整的1962年的瓦克斯分类以供大家广泛获取，因为该模式仍然是许多学生理解字体如何分类的简单资源。

## 名称歧义
瓦克斯分类可以组合使用。 值得注意的是，“过渡体”和“人文主义体”是用于区分无衬线字体的，所以有时会省略“无衬线”这个术语。无衬线的现实主义体的线条粗细更加恒定，而无衬线的人文主义体有多种不同的线条粗细，这让人想起卡洛林小写字体。因此，可以用相同的术语描述非常不同的字体：例如，Times Roman和DIN 1451都可以被描述为现实主义体或过渡体。